# Aranyhal
Az aranyhal (Carassius auratus), a jelenleg ismert hat kárászfaj egyike, mely az egyik legrégebben kitenyésztett és a legnépszerűbb akváriumi halak közé is tartozik. Először valószínűleg táplálkozási célokból tartották, majd a legtetszetősebb egyedeket "hobbi" célra továbbszaporították. A tenyésztés során sok szín és különféle típusú pikkelyek jöttek létre, ma létezik fémes, matt és gyöngyházfény-pikkelyű aranyhal is. Megjelenése a kínai Tang-dinasztia korába nyúlik vissza, majd a 11. századra a kínai kertkultúrában már széles körben elterjedt.

## Rendszertan
Az aranyhal a jelenlegi halbiológiai és taxonómiai ismeretek alapján önálló fajt képez, jól meghatározott bélyegekkel (mely elsősorban a faj vad állományára érvényes). Tévesen az ezüstkárász háziasított változataként szerepel számos helyen, de ez a jelenlegi hivatalos tudományos álláspont szerint nem elfogadott.  Az aranyhal és az ezüstkárász között jelentős eltérés, hogy a kárász képes gynogenezisre, míg az aranyhal nem. A legtöbb díszhallal ellentétben az aranyhalnak valóban léteznek fajtái, melyeknek elvárt megjelenését, tulajdonságaik kombinációját standardban rögzítették. Ilyen például a ranchu fajta, ami amellett hogy oroszlánfejű, hátúszó nélküli, kerekded, rövid testű és rövid úszójú halat jelent. A legtöbb díszhal azonban egyszerű keverék, amiket egy-egy jellegzetes tulajdonság alapján különböztetnek meg, így az oroszlánfejű a fejen található húsos kinövéseket jelenti. Ezek tenyészváltozatok, de definíció szerint nem fajták, hiszen egyetlen, örökletes tulajdonságot jelölnek.

## Fajták és változatok
A ma kereskedelemben kapható színvariációk mind mesterségesen kitenyésztett tenyészváltozatok. Mivel legrégebben tenyésztett díszhalunk, számtalan szín- és formaváltozata jött létre az idők során. A változatokat igényeik szerint tavi és akváriumi kategóriába szokták sorolni, de ez nem egy szigorú rendszer, fagymentes országokban például tavakban tenyésztik a nálunk kizárólag akváriumi változatokat is. Az akváriuminak tekintett változatok kerek testűek, adott esetben egyes úszóik is hiányoznak, ezért rossz úszók, rosszul viselik a telet és kiváló vízminőséget igényelnek. Bár a különböző változatok között jelentős méretbeli különbségek vannak, aranyhal esetében a kistestű is 20 cm körüli testméretet jelent, és minden esetben szükséges a legalább 150 literes akvárium az állatbarát tartáshoz. A rövidebb testű változatok általában kövérebbek, így testtömegre és vízterhelésre nem maradnak el a hosszabb változatoktól.

### Tavi változatok
A természeteshez legközelebbi változat a közönséges aranyhal, ez csupán színében tér el az ezüstkárásztól. A leghosszabb testű változat, könnyen eléri a 30-35 centis méretet. Gyors és fordulékony hal, kifejezetten aktív, nagy helyigényű változat. Szigorúan csak tóba ajánlott. Hosszú úszójú változata az üstökösfarkú aranyhal, igényei azonosak. A tarka shubunkin aranyhal teste kicsivel lekerekítettebb, úszói nagyok és kerek végűek, de mivel farokúszója szimpla és nem szélsőséges méretű, szintén jó úszó és nagy helyigényű fajta. A nimfa változat az osztott és a szimpla farkú aranyhalak keverékei között fordul elő, a farokúszó alsó fele dupla, a felső szimpla. Amennyiben a teste hosszúkásabb, szintén kiváló tavi hal. A fátyolos, osztott farkú változatokból is előfordulnak nyúlánkabb testű példányok, főleg a keverék halaknál, ezek is tarthatóak tóban.

### Akváriumi változatok
- A fátyolos vagy más néven legyezőfarkú változatok farokúszója megkettőződött. Ezeknek a halaknak valamilyen szinten mindig rövid, kerekded teste van. Minél kövérebbek és minél nagyobbak az úszóik, annál kényesebbek és annál jobban igénylik egy akvárium kontrolláltabb környezetét.

- A teleszkópszemű változatok szemei mögött egy húsos kinövés található, amitől a szemeik kidüllednek. Népszerű képviselőjük a Black Moor fajta, ami itt-ott aranyba hajló fekete színéről kapta a nevét. Aranyhalmércével mérve kistestű fajta, körülbelül 20 centisre nő kifejlett korában.

- A pirossapkás aranyhal feje tetején piros kinövés található, a teste máskülönben fehér.

- Az oroszlánfejű esetében a húsos kinövés a szemek alá is lehúzódik, mindenféle színben előfordul. Oroszlánfejű fajta a japán oranda és a ranchu. Utóbbinak hiányzik a hátúszója. Mindkettő igen nagytestű fajta, nagy akváriumot igényelnek, méretük ellenére tóba nem ajánlottak.

- Az égrenéző aranyhalak szeme alsó felén található egy húsos kinövény, ami felfelé fordítja a szemgolyókat. Emellé a hátúszó is hiányzik. Bár a testük hosszúkásabb, rendkívül rossz úszóképességű, érzékeny halak. Aranyhalmércével mérve kistestűek.

- A hólyagszemű aranyhal szeme alatt egy vékony falú, vízzel telt "zacskó" található. Ez a hólyag sérülékeny, könnyen kiszakad, ezért mindenféle éles vagy hegyes tereptárgytól mentes akváriumot igényelnek. Mivel a hátúszó is hiányzik, különösen esetlen úszású fajta. Szintén "kistestű" halfajta.

- A rizsszemes aranyhal pikkelyeinek közepe kidudorodik, mintha hasvízkóros lenne. Emellett a létező leggömbölyűbb testalkatú az összes változat közül. Bár viszonylag rövid testű, majdnem tökéletes gömb alakja miatt jelentős testtömeget ér el. Ezért érdemes nagy víztömegben tartani, annak ellenére, hogy nagyon rossz úszó.

- A ryukin rövid testre és nagy, kövér hasra szelektált fajta. Igen nagytestű, súlyra nézve a legnagyobb fajta, ezzel arányosan igen nagy akváriumot igényel. Nehézkes úszó, nem való tóba.

- A tosakin egy ritka japán fajta. Farokúszója vízszintesen terül, így felülről nézve nyújtja a legszebb látványt. A jó minőségű példányok farokúszója visszahajlik a fej felé, és akár a mellúszók vonaláig is elér. Mivel kényes fajta, kerti tóba nem való, kiváló vízminőségű szobai medencékben csodálhatjuk a szépségét.

## Életmód
Az aranyhalak eurytherm állatok, azaz széles hőmérsékleti tartományhoz képesek alkalmazkodni. Éghajlatunkon a tavi változatok a jég alatt áttelelnek, és bírják a nyári kánikulát is, amennyiben élőhelyük elég nagy és megfelelően fel van készítve ezekre a kihívásokra. Bár az akváriumi változatok elviselik a trópusi vizet, ez nem a legegészségesebb számukra. A 20-24 fok sokkal kedvezőbb, a legmelegebb nyári hónapokban hűteni is érdemes a vizüket. Bár az aranyhal közismerten szívós, ugyanúgy igényli a tiszta vizet és a tágas akváriumot, mint bármelyik másik díszhal. Valamivel később pusztul bele a nem megfelelő tartásba, mint a tipikus díszhal, azonban ez nem mentség a helytelen tartásra. Az aranyhalak nagyra nőnek, ezért az akváriumméret abszolút minimuma a 300 liter, de a tényleg megfelelő akvárium 400-450 liternél kezdődik. Népszerűsége ellenére a gömbakvárium teljesen alkalmatlan ennek a halfajnak, már csak a jellemző méretek miatt is, hiszen ezek néhány literes edények. Ezen kívül az állatvédelmi törvény 2010-es módosításában betiltották a gerinces állatok tartását gömbakváriumban, így az aranyhalat is tilos belerakni.
Az aranyhal társas hal, így minimum 5-6 halat kéne együtt tartani. Ennyi hal helyigénye azonban 300 liternél kezdődik. Erre sajnos nagyon kevés akvaristának van kapacitása, pedig ez lenne az optimális tartás.
Az aranyhal mindenevő, de némileg több növényi táplálékot igényel, mint állatit. A jó minőségű, lesüllyedő száraztápok, fagyasztott eleségek mellett kiegészíthetjük az étrendjét apróra vágott párolt zöldséggel. Bár sok aranyhaltáp a felszínen lebeg, ez csupán a gazda kedvéért van, mert így megfigyelhetőek a tóban a halak. Valójában kifejezetten rossz ez a megoldás a halaknak, a kerek testű változatoknál komoly emésztési panaszokat, egyensúlyvesztést is okozhatnak.
A nemek megkülönböztetése nem egyszerű feladat. Ívási időben a hímek fején apró fehér dudorokat, azaz nászkiütéseket figyelhetünk meg. Az azonos tenyészváltozatba tartozó halaknál megfigyelhető, hogy a nőstények kövérebbek. Különböző változatoknál azonban ez a különbség elveszik a halak eredendően eltérő testalkata mellett.